# Марі Монсен
Марі Монсен ( норв. Marie Monsen; 24 лютого 1878 — 28 вересня 1962 ) - норвезька місіонерка, проявляла активність у Північному та Центральному Китаї між 1901 і 1932 роками   .

## Біографія
Марі  народилася 24 лютого 1878 року в Сандвікені . З 1 вересня 1901 року прибувши до Китаю працювала дипломованим викладачем. Почала 30-річну місію, ставши важливою фігурою в історії харизматичного руху у Китаї. Незважаючи на популярність у китайців, була маргіналізована деякими традиціоналістами Норвегії через її неортодоксальні християнські переконання.
З 1901 по 1932 рік працювала виключно на Китайську місіонерську асоціацію, отримавши широке визнання як одна з матріархів руху домашніх церков Китаю , тісно співпрацювала з місіонером Асбйорном Аавіком  (1902—1997). У 1935 році Марі Монсен приєдналася до безкоштовних євангелічних зборів у Бергені, Норвегія, в 1932 році вона повернулася додому так як їй необхідно було дбати про своїх хворих батьків. 1962 року пішла на пенсію.
Автор невеликої книги, в якій чітко описано багато подій, що відбулися під час її роботи місіонером у Китаї, книга має назву A Present Help  .
Померла 28 вересня 1962 року, та була похована на цвинтарі Солхейм у Бергені, Норвегія.

## Пам'ять
Марі Монсен посідає важливе місце у введенні до The Heavenly Man правдивої розповіді про життя Лю Чженьїна , сучасного китайського християнина, відомого як «Брат Юнь». У 1999 році Брат Юнь поросив парафіян церкви у Бергені підготувати пам'ятник, що представляв би місіонерську діяльність Марі Монсен, він встановлений у провінції Хенані, де народилася Монсен. Пам'ятник було відкрито у 2001 році  .

## Книги
- Monsen, M. Alt er mulig for Gud
- Monsen, M. Bønnens makt
- Monsen, M. Fredsengelen
- Monsen, M. Vekkelsen ble en Åndens aksjon
- Monsen, M. En hjelp i trengsel, 2002
- Monsen, M.  — перепечатанное. — Allegheny Publications, 2004. — P. 82. Архівовано з джерела 22 березня 2022